# SA-4 (Аполо)
SA-4 е четвъртият старт на Сатурн I, ракета-носител от американската програма Аполо, извършен на 28 март 1963 г. Ракетата е изстреляна в 20 часа 26 минути и 55 секунди Координирано универсално време от космодрума Кейп Канаверъл.

## Цели
SA-4 е последният полет от изпитанията, започнали с SA-1 и продължили с SA-2 и SA-3 на първата степен на ракетата „Сатурн I“. И това е суборбитален полет и е за тестване на структурната цялост на ракетата.
Основното допълнение към този полет е, че за да се тества способността за справяне с отказ на двигател по време на полета, един от двигателите ще бъде програмиран да спре около 100 секунди след старта. Ако всичко е минало добре системата за контрол на ракетата ще пренасочи подаването на гориво от този двигател на другите, както и продължителността им на работа, за да се компенсира загубата на ускорение. Тези средства са използвани успешно при полетите на Аполо 6 и Аполо 13.
Също така по време на този полет, втората степен е оборудвана с аеродинамичен дизайн, като са включени и отдушници, обтекатели и др. Ракетата лети също с антени, предназначени за втората версия на ракетата.

## Полет
Полетът започва на 28 март 1963 от Площадка 34 на космодрума Кейп Канаверъл. Двигателите са стартирани в 20:11 часа и работят по план първите 100 секунди, когато е изключен двигател номер 5 (от общо 8). Ракетата продължава да функционира правилно, като горивната система пренасочва гориво към другите двигатели. Имало е големи съмнения, че изключения двигател ще се разпадне от топлината, породена от липсата на охлаждане с гориво. Това е важен тест, доказващи правилните характеристики и дизайн на двигателите.
Ракетата достига максимална височина от 129 km и максимална скорост от 5906 km/час. При този полет не са разделяни степените на ракетата „Сатурн“, но за тестове са използвани спирачни твърдогоривни ракети след спиране подаването на гориво.
Полетът е пълен успех. Доказано е, че бордовия компютър на двигателя може да компенсира загубата на двигател, което е приложено на практика в бъдеще.
На следващия полет SA-5 се прилага разделяне и запалване на втората степен.